# Michal Kubaliak
Michal Kubaliak (* 18. Juli 1993) ist ein slowakischer Biathlet.

## Karriere
Michal Kubaliak nahm zwischen 2011 und 2014 an vier Biathlon-Juniorenweltmeisterschaften teil. Bei zehn Einzelrennen konnte er sich einzig 2011 in Nové Město na Moravě als 35. des Einzels und 2014 als 29. des Einzels, 31. des Sprints und 40. des Verfolgungsrennens in Presque Isle die Top-40-Ränge erreichen. In Martell gewann Kubaliak mit Paulína Fialková, Lucia Simová und Tomáš Hasilla im Mixed-Staffelrennen der Junioren bei den Sommerbiathlon-Weltmeisterschaften 2011 die Silbermedaille. Zudem startete er bei den Juniorenrennen der Biathlon-Europameisterschaften 2012 in Osrblie und 2014 in Nové Město na Moravě, bestes Ergebnis war hier ein 15. Platz im Sprint von Nové Město.
2013 in Obertilliach startete er erstmals im IBU-Cup und wurde 81. des Sprintrennens. Zum Auftakt der Saison 2014/15 verbesserte er seine Bestleistung bei einem Sprint in Beitostølen bis zu einem 61. Rang. Gegen Ende der Vorsaison betritt er bei den Europameisterschaften auch sein erstes Meisterschaftsrennen bei den Männern. Für das Staffelrennen in Nové Město wurde er an die Seite von Michal Šíma, Henrich Lonsky und Peter Kazár in die tschechischen EM-Staffel berufen und wurde mit dieser 16.

## Statistiken

### Weltcupplatzierungen
Die Tabelle zeigt alle Platzierungen (je nach Austragungsjahr einschließlich Olympische Spiele und Weltmeisterschaften).
- 1.–3. Platz: Anzahl der Podiumsplatzierungen
- Top 10: Anzahl der Platzierungen unter den ersten zehn (einschließlich Podium)
- Punkteränge: Anzahl der Platzierungen innerhalb der Punkteränge (einschließlich Podium und Top 10)
- Starts: Anzahl gelaufener Rennen in der jeweiligen Disziplin
- Staffel: inklusive Mixed- und Single-Mixed-Staffeln

| Platzierung         | Einzel | Sprint | Verfolgung | Massenstart | Staffel | Gesamt |
| ------------------- | ------ | ------ | ---------- | ----------- | ------- | ------ |
| 1. Platz            |        |        |            |             |         |        |
| 2. Platz            |        |        |            |             |         |        |
| 3. Platz            |        |        |            |             |         |        |
| Top 10              |        |        |            |             |         |        |
| Punkteränge         |        |        |            |             | 4       | 4      |
| Starts              | 1      | 6      | 1          |             | 4       | 12     |
| Stand: Karriereende |        |        |            |             |         |        |